# Fuzil Comblain

Mecanismo do Fuzil Comblain.

O Fuzil Comblain era um fuzil belga de tiro único por ação de bloco cadente e de alavanca, que disparava cartuchos metálicos de um cano estriado, projetado em Liège por Hubert-Joseph Comblain e produzido em muitas variantes por várias fábricas belgas. Havia versões para infantaria, cavalaria, com e sem apoio de baioneta. Também foi construído para a caça. Foi usado pelos exércitos da Bélgica, Brasil, Chile, Grécia e Peru. Seu projeto começou no final da década de 1860 e foi usado em alguns dos exércitos acima mencionados até a Primeira Guerra Mundial.

## Variantes
A segunda metade do século XIX foi de rápido progresso em tecnologia (pólvora, metalurgia, design) e empresas que fabricavam armas adaptavam facilmente sua oferta à demanda, então foram criadas variantes que hoje só podem ser difícil rastrear dados originais. Em "Rifles of the World", John Walter menciona quatro firmas belgas que fabricavam fuzis do modelo Comblain: Ancion & Co.; Auguste Francotte; Cresse Laloux & Co.; Pirlot Fréssart & Co. Essas empresas produziam sob um número de série comum, o SSN, número de série do sindicato e são chamadas de Petit Syndicate. J. Greenville K. menciona mais dois: Ed Malherbe e Beuret Freres.:20
H. Comblain ofereceu seu rifle na Inglaterra sob o nome de Reilly-Comblain ou Comblain I, mas foi rejeitado pelo escritório inglês de evidências de arsenais.
Posteriormente, patenteou sua invenção na Bélgica (1868) e na Inglaterra (1869), ambas concedidas pelo que se chama Comblain II e em nome dos inventores H. Comblain e L. Lambin.:8
Algumas variantes conhecidas do famoso Comblain descrito por John Walter são:
- M1870 - carabina com baioneta
- M1882 - fuzil de infantaria
- M1870 - fuzil de cavalaria sem baioneta
- M1871/73 - fuzil curto
- M1874 - modelo brasileiro[1]:89